# Ludwig Thudichum

Ludwig Thudichum

Johann Ludwig Wilhelm Thudichum (* 27. August 1829 in Büdingen; † 7. September 1901 in London) war ein deutscher Pathologe und Physiologe. Er gilt als Pionier der Gehirnchemie.

## Familie
Thudichum war Spross einer aus Marbach am Neckar stammenden, schwäbischen Familie Dudichumb, die entfernt mit der Familie des Dichters Friedrich Schiller verwandt war. Er war Sohn des Sophokles-Übersetzers und Gymnasialdirektors Georg Thudichum des Wolfgang-Ernst-Gymnasiums in Büdingen und seiner Frau Friederike, geborene Baist (1805–1879). Im Jahr 1854 heiratete Thudichum in London Charlotte Dupré, Schwester des Chemikers August Dupré. Aus der Verbindung gingen zwei Söhne und sechs Töchter hervor. Sein Bruder Friedrich von Thudichum gehörte zu den großen Rechtsgelehrten des 19. Jahrhunderts.
| Charlotte geborene Dupré * 30. Juni 1828 in Soden bei Salmünster; † 6. Januar 1914 in London |                     |                                |                                   |
| ⚭ 15. Mai 1854 in London                                                                     |                     |                                |                                   |
| Kinder:                                                                                      |                     |                                |                                   |
| 1                                                                                            | Jeanette Friederike | * 16. Mai 1855 in London       | † 28. Mai 1946 in Icklesham       |
| 2                                                                                            | Charlotte Louise    | * 8. Juni 1856 in London       | † 25. Juni 1856 in London         |
| 3                                                                                            | Marie Louise        | * 1. November 1857 in London   | † 5. September 1947 in Icklesham  |
| 4                                                                                            | Georg Dupré         | * 27. Februar 1859 in London   | † 19. Dezember 1942 in London     |
| 5                                                                                            | Louis Mader         | * 9. Juli 1860 in London       | † 3. März 1937 in Hastings        |
| 6                                                                                            | Charlotte Ottilie   | * 22. Januar 1862 in London    | † 30. September 1942 in Icklesham |
| 7                                                                                            | Henriette           | * 12. September 1865 in London | † 8. August 1946 in Hastings      |
| 8                                                                                            | Therese Viktoria    | * 10. Juli 1868 in London      | † 15. Juli 1947 in Icklesham      |

## Ausbildung und Beruf
Thudichum besuchte wahrscheinlich das Gymnasium seines Vaters und begann 1847 ein Medizinstudium an der Hessischen Ludwigs-Universität. Zu seinen Lehrern zählten Justus von Liebig und Theodor Bischoff. 1848 wurde er Mitglied des Corps Hassia Gießen. 1850 verbrachte er ein Jahr an der Universität Heidelberg, wo er sich bei Robert Bunsen mit der Spektralanalyse befasste und bei Jacob Henle Anatomie und Pathologie studierte. 1851 kehrte er nach Gießen zurück und wurde zum Dr. med. promoviert. Nach einer erfolglosen Bewerbung um eine Stelle als Pathologe in Gießen – man hatte ihm vorgeworfen, ein Sympathisant der Revolution von 1848 zu sein – emigrierte Thudichum 1853 nach London. Dort arbeitete er von 1855 bis 1863 als Dozent an der privaten St. George School of Medicine. In den Jahren 1856 bis 1858 war er als Arzt am St. Pancras Dispensary tätig und fungierte seit 1865 als Dozent und erster Direktor des neu geschaffenen Labors für Chemie und Pathologie am Londoner St. Thomas Hospital. 1871 gab er diese Stellung auf und praktizierte als Arzt.

## Wissenschaft und Medizin
Im Jahr 1858 erschien A Treatise on the pathology of urine, in dem Thudichum 50 Jahre Forschung zusammenfasste und den Eisenchloridtest für Kreatinin beschrieb. Am 17. Oktober 1859 schlug er in seinem Vortrag On the pathology and treatment of gall-stones vor der Medical Society of London erstmals eine zweiphasige Operation (von Bernhard Riedel „zweizeitige Cholecystostomie“ genannt) zur Behandlung von Gallensteinen (Cholezystektomie) vor, die 1878 in den USA und in der Schweiz klinisch erprobt wurde. A treatise on gall-stones (1863) enthält historische, chemische und mikroskopische Forschungsbefunde, eine Klassifizierung von Gallenfarbstoffen und Beobachtungen zur Entstehung von Gallensteinen.
1867 publizierte er Arbeiten über Fluoreszenz, ein Vorgriff auf die Photodynamische Therapie, und stellte erstmals das eisenfreie Blutpigment Hämatoporphyrin her. 1869 isolierte und charakterisierte Thudichum die als Carotinoide bekannten Pigmente. Weitere Arbeitsgebiete waren Hygiene, öffentliches Gesundheitswesen, Lebensmittelchemie und Infektionskrankheiten.
1874 veröffentlichte Thudichum seine ersten Studien zur Chemie des Gehirns. Er charakterisierte etwa 140 Substanzen im Ochsenhirn, darunter im Myelin die phosphorhaltigen Kephaline und Lecithine, sowie die auf dem neuentdeckten Lipid Sphingosin basierenden, zuckerhaltigen Cerebroside. Er vermutete auch, dass sich im Hirngewebe Amyloid-Plaques bilden können, und lieferte einen frühen Hinweis auf die Pathologie der Alzheimer-Demenz. 1884 erschien die Monographie A treatise on the chemical constitution of the brain (dt. 1901), die heute als eine Grundlage der Neurochemie und Klassiker der Medizin gilt. 1877 griff der Biochemiker Arthur Gamgee (1841–1909) Thudichums Arbeiten aus heute fachlich nicht mehr nachvollziehbaren Gründen anonym an. Die deutschen Kollegen Felix Hoppe-Seyler und Richard Maly schlossen sich dieser grundlosen Negativkampagne an. Wichtige Fachjournale druckten infolgedessen keine Arbeiten mehr von Thudichum. Obwohl die Ergebnisse von Thudichums Forschungen in Regierungsberichten und „Blue Books“ (Sammlung von politisch relevanten Dokumenten) erschienen, wurden sie von seinen Konkurrenten durch „verstümmelte Wiedergabe oder vorsätzliche Fehlinterpretation“ „wirksam begraben“. In einem „tapferen Versuch“ gründete Thudichum sein eigenes biomedizinisches Journal, die Annals of Chemical Medicine, das aber nach nur zwei Ausgaben (1879 & 1881) scheiterte, vor allem weil die Inhalte fast ausschließlich von Thudichums eigenen Untersuchungen stammten und damit seine europäischen Kritiker Hoppe-Seyler, Städeler und Maly zu „giftigen Erwiderungen“ einluden.
Seit 1878 arbeitete er als führender Otolaryngologe, entwickelte die Elektrokoagulation von Nasenpolypen und erfand ein spezielles Nasenspekulum.

## Mitgliedschaften
- Member of the Royal College of Surgeons of England, 1855
- Member of the Royal College of Physicians, 1860
- Fellow of the Royal College of Physicians of London, 1878
- Member of the West London Medico-Chirurgical Society (Präsident, 1883/84)
- Member of the Chemical Society (Vizepräsident)

## Preise und Auszeichnungen
- Hastings Gold Medal der British Medical Association, 1864
- Silver Medal der Society of Arts, 1866
- Dr. h. c., Gießen 1901
- Messingtafel am Geburtshaus in Büdingen (1965): „In diesem Hause wurde am 27. August 1829 Ludwig J. Wilhelm Thudichum der Pionier der Gehirnchemie geboren. Die Gesellschaft für physiologische Chemie aus Anlaß des 16. Mosbacher Colloquiums ‘Über Lipoide’“.

## Schriften (Auswahl)
- Über die am oberen Ende des Humerus vorkommenden Knochenbrüche, Gießen, J. Ricker (Diss.), 1851
- A treatise on the pathology of urine. John Churchill, London 1858
- On the pathology and treatment of gall-stones. In: British Medical Journal. Band 2, 1859, S. 935 ff.
- A treatise on gall-stones: their chemistry, pathology and treatment. J. Churchill and Sons, London 1863
- A treatise on the origin, nature, and varieties of wine; being a complete manual of viticulture and œnology. Macmillian, London / New York 1872
- A treatise on the chemical constitution of the brain. Baillière, Tindall and Cox, London 1884
- Grundzüge der anatomischen und klinischen Chemie. Analecten für Forscher, Ärzte und Studierende. A. Hirschwald, Berlin 1886
- The spirit of cookery. A popular treatise on the history, science, practice, and ethical and medical import of culinary art. With a dictionary of culinary terms. F. Warne, London / New York 1895
- The progress of medical chemistry, comprising its application to: physiology, pathology, and the practice of medicine. Baillière, Tindall and Cox., London 1896
- Die chemische Konstitution des Gehirns des Menschen und der Tiere, Tübingen, Pietzcker, 1901
- Cookery, its art and practice: the history, science and practical import of the art of cookery, with a dictionary of culinary terms. F. Warne, London / New York 1905